# Pseudoeurycea rex
Pseudoeurycea rex es una especie de anfibio caudado (salamandras) de la familia Plethodontidae, que habita principalmente en Guatemala y México. Sus hábitats naturales incluyen montanos húmedos, praderas tropicales o subtropicales a gran altitud y zonas previamente boscosas ahora degradadas. Se encuentra amenazada de extinción debido a la destrucción de su hábitat.